# Guusje Steenhuisová
Guusje Steenhuisová (* 27. října 1992 Grave) je nizozemská zápasnice–judistka.

## Sportovní kariéra
Pochází z obce Escharen nedaleko Grave, kde začínala s judem v klubu Judokwai Arashi. Záhy byl u ní rozpoznán talent a tak docházela na tréninkové kempy do nedalekého Berlicumu, kde se připravovala pod vedením Jo Geverse. Jako juniorská reprezentantka se připravovala v Nijmegenu v klubu Top Judo Nijmegen pod vedením Toma Willemsena. Od roku 2012 se připravovala v Rotterdamu pod vedení Marka van der Hama. V témže roce se začala prosazovat v nizozemské ženské reprezentaci ve váze do 78 kg. V roce 2016 se kvalifikovala na olympijské hry v Riu, ale v nizozemské olympijské nominaci dostala přednost zkušenější Marhinde Verkerková.
Od roku 2017 se připravuje v olympijském tréninkovém centrum "Papendal" nedaleko Arnhemu pod vedením Jean-Paula Bella. V roce 2018 si na únorovém pařížském grand slamu poranila pravé koleno a přišla o mistrovství Evropy v Tel-Avivu.

### Vítězství
- 2014 - 1× světový pohár (Varšava)
- 2015 - 2× světový pohár (Baku, Ťumeň)
- 2016 - 2× světový pohár (Baku, Abú Zabí)
- 2017 - 2× světový pohár (Baku, Haag)

## Výsledky
| Olympijské hry     |     |    | —  |    |     |     | —  |     |    |    |  |  |  |  |  |  |  |  |  |  |  |  |  |  |  |
| Mistrovství světa  | —   | —  |    | —  | úč. | úč. |    | úč. | 2. |    |  |  |  |  |  |  |  |  |  |  |  |  |  |  |  |
| Evropské hry       |     |    |    |    |     | 3.  |    |     |    | 2. |  |  |  |  |  |  |  |  |  |  |  |  |  |  |  |
| Mistrovství Evropy | —   | —  | —  | —  | 5.  | 3.  | 2. | 2.  | —  | 2. |  |  |  |  |  |  |  |  |  |  |  |  |  |  |  |
| ME do 23 let       | —   | —  | 7. | 3. | —   |     |    |     |    |    |  |  |  |  |  |  |  |  |  |  |  |  |  |  |  |
| MS juniorů         | úč. | 3. |    |    |     |     |    |     |    |    |  |  |  |  |  |  |  |  |  |  |  |  |  |  |  |
| ME juniorů         | 2.  | 1. |    |    |     |     |    |     |    |    |  |  |  |  |  |  |  |  |  |  |  |  |  |  |  |